# Syda
Die Syda (russisch Сыда) ist ein etwa 207 km langer, östlicher und orographisch rechter Nebenfluss des Jenissei in der russischen Region Krasnojarsk in Sibirien.

## Verlauf
Die Syda entspringt im äußersten Westen des Ostsajan. Sie fließt in überwiegend westlicher Richtung durch den  Rajon Idrinski. Der Fluss nimmt bei der Siedlung Otrok den Fluss Otrok von links auf. Die Syda passiert das Rajon-Verwaltungszentrum Idrinskoje. Der Chabyk mündet rechtsseitig in die Syda. Schließlich mündet die Syda in die nach ihr benannte östliche Seitenbucht des Krasnojarsker Stausees.

## Krasnojarsker Stausee
Aufgrund der Errichtung des Krasnojarsker Stausees in den Jahren 1967 bis 1970 wurde der Unterlauf der Syda überflutet und die Flusslänge um etwa 60 km verkürzt. Ursprünglich lag die Flussmündung 20 km (Luftlinie) westnordwestlich des Dorfes Krasnoturansk. Die Ussa, ein früherer linker Nebenfluss der Syda, mündet nun direkt in den Stausee.